# Општина Медељин (Веракруз)
Медељин (шп. Medellín) општина је у Мексику у савезној држави Веракруз. Општина се налази на надморској висини од 10 м.

## Становништво
Према подацима из 2010. у општини је живело 59126 становника.

### Хронологија
| Година       | 2000                  | 2005                  | 2010                  |
| ------------ | --------------------- | --------------------- | --------------------- |
| Становништво | 35171 (17172 / 17999) | 38840 (18840 / 20000) | 59126 (28431 / 30695) |

### Попис
| \| \| м \| \| \| ж \| \| 0—2 \| 1.595 \| \| \| 1.543 \| \| 3—5 \| 1.667 \| \| \| 1.675 \| \| 6—11 \| 3.127 \| \| \| 2.972 \| \| 12—14 \| 1.446 \| \| \| 1.422 \| \| 15—17 \| 1.515 \| \| \| 1.558 \| \| 18—24 \| 3.431 \| \| \| 3.720 \| \| 60+ \| 2.243 \| \| \| 2.625 \| \| Просек : \| 29,8 \| \| \| 31,0 \| |       |  |  |       |
| |       |  |  |       |
| | м     |  |  | ж     |
| 0—2 | 1.595 |  |  | 1.543 |
| 3—5 | 1.667 |  |  | 1.675 |
| 6—11 | 3.127 |  |  | 2.972 |
| 12—14 | 1.446 |  |  | 1.422 |
| 15—17 | 1.515 |  |  | 1.558 |
| 18—24 | 3.431 |  |  | 3.720 |
| 60+ | 2.243 |  |  | 2.625 |
| Просек : | 29,8  |  |  | 31,0  |

| #   | Индикатор                                                                                        | Вредност |
| --- | ------------------------------------------------------------------------------------------------ | -------- |
| 1   | Становништво од 0 до 2 године                                                                    | 3138     |
| 2   | Мушко становништво од 0 до 2 године                                                              | 1595     |
| 3   | Женско становништво од 0 до 2 године                                                             | 1543     |
| 4   | Становништво са 3 и више година                                                                  | 55734    |
| 5   | Мушко становништво са 3 и више година                                                            | 26712    |
| 6   | Женско становништво са 3 и више година                                                           | 29022    |
| 7   | Становништво са 5 и више година                                                                  | 53496    |
| 8   | Мушко становништво са 5 и више година                                                            | 25598    |
| 9   | Женско становништво са 5 и више година                                                           | 27898    |
| 10  | Становништво са 12 и више година                                                                 | 46293    |
| 11  | Мушко становништво са 12 и више година                                                           | 21918    |
| 12  | Женско становништво са 12 и више година                                                          | 24375    |
| 13  | Становништво са 15 и више година                                                                 | 43425    |
| 14  | Мушко становништво са 15 и више година                                                           | 20472    |
| 15  | Женско становништво са 15 и више година                                                          | 22953    |
| 16  | Становништво са 18 и више година                                                                 | 40352    |
| 17  | Мушко становништво са 18 и више година                                                           | 18957    |
| 18  | Женско становништво са 18 и више година                                                          | 21395    |
| 19  | Становништво од 3 до 5 година                                                                    | 3342     |
| 20  | Мушко становништво од 3 до 5 година                                                              | 1667     |
| 21  | Женско становништво од 3 до 5 година                                                             | 1675     |
| 22  | Становништво од 6 до 11 година                                                                   | 6099     |
| 23  | Мушко становништво од 6 до 11 година                                                             | 3127     |
| 24  | Женско становништво од 6 до 11 година                                                            | 2972     |
| 25  | Становништво од 8 до 14 година                                                                   | 6902     |
| 26  | Мушко становништво од 8 до 14 година                                                             | 3506     |
| 27  | Женско становништво од 8 до 14 година                                                            | 3396     |
| 28  | Становништво од 12 до 14 година                                                                  | 2868     |
| 29  | Мушко становништво од 12 до 14 година                                                            | 1446     |
| 30  | Женско становништво од 12 до 14 година                                                           | 1422     |
| 31  | Становништво од 15 до 17 година                                                                  | 3073     |
| 32  | Мушко становништво од 15 до 17 година                                                            | 1515     |
| 33  | Женско становништво од 15 до 17 година                                                           | 1558     |
| 34  | Становништво од 18 до 24 године                                                                  | 7151     |
| 35  | Мушко становништво од 18 до 24 године                                                            | 3431     |
| 36  | Женско становништво од 18 до 24 године                                                           | 3720     |
| 37  | Женско становништво од 15 до 49 година                                                           | 17923    |
| 38  | Становништво са 60 и више година                                                                 | 4868     |
| 39  | Мушко становништво са 60 и више година                                                           | 2243     |
| 40  | Женско становништво са 60 и више година                                                          | 2625     |
| 41  | Однос између мушкараца и жена                                                                    | 92.62    |
| 42  | Становништво од нуле до 14 година                                                                | 15447    |
| 43  | Становништво од 15 до 64 године                                                                  | 40086    |
| 44  | Становништво од 65 година и више                                                                 | 3339     |
| 45  | Просечан број деце                                                                               | 1.98     |
| 46  | Становништво рођено у ентитету                                                                   | 53061    |
| 47  | Мушко становништво рођено у ентитету                                                             | 25425    |
| 48  | Женско становништво рођено у ентитету                                                            | 27636    |
| 49  | Становништво рођено у другом ентитету                                                            | 5484     |
| 50  | Мушко становништво рођено у другом ентитету                                                      | 2701     |
| 51  | Женско становништво рођено у другом ентитету                                                     | 2783     |
| 52  | Становништво од 5 година и више резидентно у ентитету у јуну 2005. године                        | 50685    |
| 53  | Мушко становништво старосног доба од 5 година и више, резидентно у ентитету у јуну 2005. године  | 24193    |
| 54  | Женско становништво старосног доба од 5 и више година, резидентно у ентитету у јуну 2005. године | 26492    |
| 55  | Становништво од 5 година и више које је живело у другом ентитету у јуну 2005. године             | 2180     |
| 56  | Мушко становништво старије од 5 година које је живело у другом ентитету у јуну 2005. године      | 1082     |
| 57  | Женско становништво старије од 5 година које је живело у другом ентитету у јуну 2005. године     | 1098     |
| 58  | Становништво од 3 године и више које говори аутохтони језик                                      | 170      |
| 59  | Мушко становништво старо 3 године и више које говори аутохтони језик                             | 90       |
| 60  | Женско становништво старо 3 године и више које говори аутохтони језик                            | 80       |
| 61  | Становништво од 3 године и више које говори аутохтони језик и не говори шпански језик            | 1        |
| 62  | Мушко становништво старо 3 године и више које говори аутохтони језик и не говори шпански         | 0        |
| 63  | Женско становништво старо 3 године и више које говори аутохтони језик и не говори шпански језик  | 1        |
| 64  | Становништво старо 3 године и више које говори аутохтони језик и шпански                         | 116      |
| 65  | Мушко становништво старо 3 године и више које говори аутохтони језик и шпански                   | 58       |
| 66  | Женско становништво старо 3 године и више које говори аутохтони језик и шпански                  | 58       |
| 67  | Становништво од 5 година и више које говори аутохтони језик                                      | 170      |
| 68  | Становништво од 5 година и више које говори аутохтони језик и не говори шпански језик            | 1        |
| 69  | Становништво од 5 година и више које говори аутохтони језик и говори шпански језик               | 116      |
| 70  | Становништво у домородачким домаћинствима                                                        | 360      |
| 71  | Становништво са ограничењима у активностима                                                      | 1612     |
| 72  | Становништво са ограниченим ходањем или кретањем, горе или доле                                  | 807      |
| 73  | Становници са ограничењима вида, чак и уз кориштење сочива                                       | 438      |
| 74  | Становништво са ограничењима говора, комуникације или конверзације                               | 168      |
| 75  | Становништво са ограниченим слухом                                                               | 157      |
| 76  | Становништво са ограничењима при одевању, купању или јелу                                        | 89       |
| 77  | Становништво са ограничењима у опажању или учењу једноставних ствари                             | 99       |
| 78  | Становништво са менталним ограничењима                                                           | 204      |
| 79  | Становништво без ограничења активности                                                           | 56768    |
| 80  | Становништво од 3 до 5 година које не похађа школу                                               | 1476     |
| 81  | Мушко становништво од 3 до 5 година које не похађа школу                                         | 774      |
| 82  | Женско становништво од 3 до 5 година које не похађа школу                                        | 702      |
| 83  | Становништво од 6 до 11 година које не похађа школу                                              | 264      |
| 84  | Мушко становништво од 6 до 11 година које не похађа школу                                        | 150      |
| 85  | Женско становништво од 6 до 11 година које не похађа школу                                       | 114      |
| 86  | Становништво од 12 до 14 година које не похађа школу                                             | 264      |
| 87  | Мушко становништво од 12 до 14 година које не похађа школу                                       | 146      |
| 88  | Женско становништво од 12 до 14 година које не похађа школу                                      | 118      |
| 89  | Становништво од 15 до 17 година похађа школу                                                     | 2096     |
| 90  | Мушко становништво од 15 до 17 година похађа школу                                               | 1013     |
| 91  | Женско становништво између 15 и 17 година живота у школи                                         | 1083     |
| 92  | Становништво од 18 до 24 године похађа школу                                                     | 1752     |
| 93  | Мушко становништво од 18 до 24 године похађа школу                                               | 820      |
| 94  | Женско становништво од 18 до 24 године похађа школу                                              | 932      |
| 95  | Становништво од 8 до 14 година које не може да чита и пише                                       | 186      |
| 96  | Мушко становништво старосног доба од 8 до 14 година које не може да чита и пише                  | 112      |
| 97  | Женско становништво старосног доби од 8 до 14 година које не може да чита и пише                 | 74       |
| 98  | Становништво од 15 година и више које је неписмено                                               | 2564     |
| 99  | Мушко становништво од 15 година и више које је неписмено                                         | 1101     |
| 100 | Женско становништво од 15 година и више које је неписмено                                        | 1463     |
| 101 | Становништво старо 15 и више година без школовања                                                | 3020     |
| 102 | Мушко становништво старо 15 и више година без школовања                                          | 1295     |
| 103 | Женско становништво старо 15 и више година без школовања                                         | 1725     |
| 104 | Становништво старосног доба 15 и више година са непотпуним основним образовањем                  | 5946     |
| 105 | Мушко становништво старосног доба од 15 година и више са непотпуном основним образовањем         | 2710     |
| 106 | Женско становништво старосног доба 15 и више година са непотпуном основним образовањем           | 3236     |
| 107 | Становништво старо 15 и више година са комплетним основним образовањем                           | 6930     |
| 108 | Мушко становништво старо 15 година и више са комплетним основним образовањем                     | 3215     |
| 109 | Женско становништво старо 15 и више година са комплетним основним образовањем                    | 3715     |
| 110 | Становништво старосног доба 15 и више година са непотпуним средњим образовањем                   | 2127     |
| 111 | Мушко становништво старосног доба од 15 година и више са непотпуним средњим образовањем          | 1108     |
| 112 | Женско становништво старосног доба од 15 година и више са непотпуним средњим образовањем         | 1019     |
| 113 | Становништво старо 15 и више година са пуним секундарном образовањем                             | 9300     |
| 114 | Мушко становништво старосног доба од 15 година и више са пуним секундарном образовањем           | 4547     |
| 115 | Женско становништво старосног доба од 15 година и више са пуним секундарном образовањем          | 4753     |
| 116 | Становништво старије од 18 година са постосновним образовањем                                    | 14744    |
| 117 | Мушко становништво старије од 18 година са постосновним образовањем                              | 7017     |
| 118 | Женско становништво старије од 18 година са постосновним образовањем                             | 7727     |
| 119 | Просечна оцена школовања                                                                         | 8.51     |
| 120 | Просечан ниво образовања мушке популације                                                        | 8.61     |
| 121 | Просечан ниво образовања женског становништва                                                    | 8.42     |
| 122 | Економски активно становништво                                                                   | 25812    |
| 123 | Економски активна мушка популација                                                               | 17164    |
| 124 | Економски активна женска популација                                                              | 8648     |
| 125 | Становништво које није економски активно                                                         | 20150    |
| 126 | Мушко становништво које није економски активно                                                   | 4562     |
| 127 | Женско становништво које није економски активно                                                  | 15588    |
| 128 | Запослено становништво                                                                           | 25081    |
| 129 | Запослено мушко становништво                                                                     | 16626    |
| 130 | Запослено женско становништво                                                                    | 8455     |
| 131 | Незапослена популација                                                                           | 731      |
| 132 | Незапослена мушка популација                                                                     | 538      |
| 133 | Незапослена женска популација                                                                    | 193      |
| 134 | Становништво без права на здравствене услуге                                                     | 20078    |
| 135 | Становништво које има право на здравствене услуге                                                | 38686    |
| 136 | Становништво које има право на ИМСС                                                              | 24828    |
| 137 | Становништво које има право на социјално осигурање                                               | 2091     |
| 138 | Становништво које има право на државно социјално осигурање                                       | 129      |
| 139 | Становништво које има право на опште осигурање или здравствено осигурање за нову генерацију      | 9070     |
| 140 | Становништво које је било једном или није било у браку током 12 година и више                    | 14561    |
| 141 | Венчано или уједињено становништво од 12 година и више                                           | 26706    |
| 142 | Становништво које је било у браку или уједињено 12 година и више                                 | 4897     |
| 143 | Становништво са католичком религијом                                                             | 44258    |
| 144 | Протестанти, еванђелисти и библијски следбеници различити од еванђелиста                         | 8738     |
| 145 | Становништво са другим религијама различитим од претходних                                       | 46       |
| 146 | Становништво без религије                                                                        | 5168     |
| 147 | Укупно пописаних домаћинства                                                                     | 18129    |
| 148 | Пописна домаћинства на челу са мушкарцима                                                        | 12675    |
| 149 | Пописна домаћинства на челу са женама                                                            | 5454     |
| 150 | Становништво у пописним домаћинствима                                                            | 58900    |
| 151 | Становништво у пописним домаћинствима на челу са мушкарцима                                      | 42902    |
| 152 | Становништво у пописним домаћинствима на челу са женама                                          | 15998    |
| 153 | Укупно домаћинстава                                                                              | 27170    |
| 154 | Укупно насељених домаћинстава                                                                    | 18198    |
| 155 | Укупно приватних кућа                                                                            | 27101    |
| 156 | Насељени приватни домови                                                                         | 18129    |
| 157 | Укупно насељених приватних кућа                                                                  | 18196    |
| 158 | Ненасељене приватне куће                                                                         | 6535     |
| 159 | Појединачна домаћинства за привремену употребу                                                   | 2437     |
| 160 | Становници у насељеним приватним кућама                                                          | 58900    |
| 161 | Насељеност станара у приватним становима                                                         | 3.25     |
| 162 | Просечно становника по соби у приватним насељеним домаћинствима                                  | 1        |
| 163 | Појединачна домаћинства са подовима од различитих материјала од земље                            | 17158    |
| 164 | Појединачна домаћинства у приземљу                                                               | 870      |
| 165 | Појединачна домаћинства са једном спаваћом собом                                                 | 7577     |
| 166 | Појединачна домаћинства са две спаваће собе и више                                               | 10486    |
| 167 | Појединачна домаћинства са једним собом                                                          | 1613     |
| 168 | Појединачна домаћинства са две собе                                                              | 3190     |
| 169 | Појединачна домаћинства са 3 собе и више                                                         | 13243    |
| 170 | Појединачна домаћинства која имају електрично светло                                             | 17877    |
| 171 | Појединачна домаћинства која немају електрично светло                                            | 213      |
| 172 | Појединачна домаћинства која имају водоводну воду у стамбеном простору                           | 12748    |
| 173 | Појединачна домаћинства која немају водоводну воду у стамбеном простору                          | 5291     |
| 174 | Појединачна домаћинства која имају тоалет                                                        | 17611    |
| 175 | Појединачна домаћинства која имају канализацију                                                  | 17540    |
| 176 | Појединачна домаћинства која немају канализацију                                                 | 452      |
| 177 | Појединачна домаћинства која имају електрично светло, довод воде из јавне мреже и канализацију   | 12594    |
| 178 | Појединачна домаћинства без икаквих услова                                                       | 232      |
| 179 | Појединачна домаћинства која имају радио                                                         | 14048    |
| 180 | Појединачна домаћинства која имају телевизор                                                     | 17183    |
| 181 | Појединачна домаћинства која имају фрижидер                                                      | 16164    |
| 182 | Појединачна домаћинства која имају машину за веш                                                 | 13465    |
| 183 | Појединачна домаћинства која имају аутомобил или комби                                           | 6559     |
| 184 | Појединачна домаћинства која имају рачунар                                                       | 4156     |
| 185 | Појединачна домаћинства која имају фиксну телефонску линију                                      | 3290     |
| 186 | Појединачна домаћинства која имају мобилни телефон                                               | 14632    |
| 187 | Појединачна домаћинства која имају приступ интернету                                             | 2218     |